# Hans von Keudell
Hans von Keudell (5 aprile 1892 – Vlammertinghe, 15 febbraio 1917) è stato un militare e aviatore tedesco, asso dell'aviazione durante la prima guerra mondiale accreditato di 12 vittorie aeree.

## Biografia
Hans von Keudell venne educato a Berlino. Nel 1904 si unì ai cadetti di Bensberg e nel 1911 entrò negliUlani, con i quali prese parte alla prima guerra mondiale combattendo sia in Francia che in Polonia. Nell'aprile 1915 fu trasferito in aviazione.

### Il servizio presso l'aviazione
Keudell inizia la sua formazione di base da pilota il 7 giugno 1915. Il 13 dicembre viene inviato presso la Brieftauben Abteilung Ostende (BOA, in seguito Kagohl) n. 1 per volare in missioni di bombardamento con obiettivi Verdun, Toul e Dunkerque.
All'inizio dell'estate del 1916, Hans von Keudell inizia la sua formazione come pilota da combattimento. Il 4 agosto venne inviato presso la Kampfeinsitzerkommando (KEK)  B sotto il comando di Hans Bethge. Il 22 agosto Hans von Keudell divenne fondatore e membro della Jagdstaffel 1 volando dapprima con un Fokker D.I, poi su un Halberstadt D.III ed infine con un Albatros D.III. Il 31 agosto 1916 ottenne la sua prima vittoria aerea abbattendo un Martinsyde G.100. Ha poi continuato ad ottenere costantemente vittorie aeree per il resto dell'anno, raggiungendo 10 abbattimenti confermati il 22 novembre.
Il 1º gennaio 1917, Keudell ricevette la Croce di Cavaliere dell'Ordine Reale di Hohenzollern. Ottenne l'undicesima vittoria il 24 gennaio 1917. Il 5 febbraio fu nominato comandante della Jagdstaffel 27.

### La morte
Il 15 febbraio 1917 Hans von Keudell ottenne la prima vittoria aerea per la Jagdstaffel 27 nonché la sua dodicesima per poi essere ucciso a sua volta in azione. Il tenente Stuart Harvey Pratt volando a bordo di un biposto Nieuport del No. 46 Squadron RAF riuscì ad abbattere il suo Albatros D.III n. 2017/17 che atterrò dietro le linee britanniche e fu salvato dal Royal Flying Corps e inserito nella loro flotta di aerei catturati al nemico.
Il suo corpo riposa presso il cimitero militare britannico Ferme-Olivier, a 7 chilometri a nord-est di Ypres in Belgio.